# Karl August Friedrich Wilmsen
Karl August Friedrich Wilmsen (* 9. Dezember 1805 in Berlin; † 28. März 1883 in Crossen an der Oder) war ein deutscher reformierter Theologe und langjähriger Pfarrer an der Schlosskirche in Crossen.

## Familie
Wilmsen war der  älteste Sohn des reformierten Predigers in Berlin Friedrich Philipp Wilmsen (* 23. Februar 1770 in Magdeburg; † 4. Mai 1831 in Berlin) und dessen Ehefrau Wilhelmine Zenker, der Tochter des geheimen Kriegsrats Gottlob Friedrich Zenker. Der Vater war zuletzt der 1. Pfarrer an der Parochialkirche in Berlin.
Die  älteste Schwester Julia Philippine Wilmsen († 1832) war seit dem 29. Dezember 1820 mit dem damaligen Diakon an der St. Moritzkirche in Halle Friedrich Christoph Hesekiel verheiratet.
Die zweite Schwester Henriette Luise Wilmsen (1807–1848) heiratete 1831 den späteren Pfarrer in Belzig Friedrich Albert Baur (1803–1886).
Wilmsen selbst heiratete in erster Ehe 1837 Albertine Juliane Luedke (Bertha), geboren 1807 in Brunn, die Tochter des Gutspächters und Oberamtmanns in  Alt-Landsberg Karl Friedrich Wilhelm Lüdke (* 17. Juni 1782 †  2. November 1834), die er bei den häufigen Besuchen bei seinem Onkel, dem Pfarrer in Altlandsberg Leopold Lebrecht Hanckwitz (1793–1811), und seiner Ehefrau Karoline Sophie Dorothea Wilmsen, einer Schwester seines Vaters, kennengelernt hatte. Im Jahr 1840 heiratete er ihre Schwester Amalie Eleonore Luedke (Laura) (1810–1882), die vorher mit dem Prediger Ebert aus Templin verheiratet war, der 1835 im Alter von 37 Jahren verstorben war.

## Leben
Wilmsen besuchte in Berlin das Berliner Gymnasium im Grauen Kloster, das auch schon sein Vater besucht hatte, und studierte dann an den Universitäten Halle und Berlin Theologie.
Am 21. August 1837 wurde er als Domhilfsprediger in Berlin für die 2. reformierte Pfarrstelle an der Konkordienkirche in  Landsberg an der Warthe ordiniert. Im Jahr 1843 wurde er dort 1. reformierter Pfarrer. Danach war er von 1849 bis 1883 Pfarrer an der reformierten Schlosskirche in Crossen.

## Werke (Auswahl)
- Die Gaben und Aufgaben des weiblichen Geschlechts nach den Forderungen der Zeit und des Christenthums: in geistlichen Reden dargestellt, Berlin 1865 online Version über Gerritsen Collektion
- Vorwort zur dritten Auflage des Neuen Brandenburgischen Kinderfreundes seines Vaters Friedrich Philipp Wilmsen,   Berlin 1851, S. III f,  online
- Die Theilnahme der Creatur an der herrlichen Freiheit der Kinder Gottes Predigt vom Schloßprediger Wilmsen in Crossen a. d. Schloßkirche, in: Barth, Die Predigt der Gegenwart für die evangelischen Geistlichen und Gemeinden, Band 13, S. 395 ff, online